# Championnat de Pologne de football 2000-2001
La saison 2000-2001 de la Ekstraklasa a débuté en août 2000 et s'est terminée en juin 2001.

## Les 16 équipes participantes
- Amica Wronki
- Dyskobolia Grodzisk
- GKS Katowice
- Górnik Zabrze
- Legia Varsovie
- Odra Wodzisław Śląski
- Petro Płock
- Pogoń Szczecin
- Polonia Varsovie
- Ruch Chorzów
- Ruch Radzionków
- Śląsk Wrocław
- Stomil Olsztyn
- Widzew Łódź
- Wisła Cracovie
- Zagłębie Lubin

## Classement[1]

### Meilleur buteur
- Tomasz Frankowski (Wisla Cracovie) : 18 buts